# Thủy điện Sê San 3A
Thủy điện Sê San 3A là công trình thủy điện xây dựng trên sông Sê San, tại vùng đất xã Mô Rai, huyện Sa Thầy, tỉnh Kon Tum và xã Ia Krai, huyện Ia Grai, tỉnh Gia Lai, Việt Nam.
Thủy điện Sê San 3A có công suất 108 MW với 2 tổ máy, sản lượng điện hàng năm 479 triệu KWh, khởi công tháng 4/2003, hoàn thành tháng 6/2007.